# ورم الخلايا العملاقة من العظام
ورم الخلايا العملاقة من العظام (اختصارًا GCTOB) هو ورم غير شائع نسبياً، يتميز بوجود خلايا عملاقة متعددة النوى (خلايا مثل ناقضة العظم). ورم الخلايا العملاقة غير شائع ويحدث في حوالي 2% من جميع الحالات. ومع ذلك، إذا حدث هذا النوع من الورم، فمن المرجح أن يحدث انتشار لذلك الورم إلى الرئتين. أورام الخلايا العملاقة هي عادة حميدة، مع سلوك لا يمكن التنبؤ به. وهو ورم غير متجانس يتتألف من ثلاثة خلايا مختلفة، خلايا انسجة الورم العملاقة (GCTSC) تشكل الخلايا الورمية،, تصنف الخلايا الورمية على أساس علامات الخلايا البانية مثل فوسفاتيز القلوية و أوستيوكالسين. وعلى النقيض من ذلك، تشكل الخلايا غير الورمية خلايا النسيج المنسوي وحيدات النوى (MNHC) والكسور العملاقة متعددة النوى (MNGC). وهي مشتقة من سلالة ناقضة العظم ويعبر عنها بسي دي 68 (بروتين) في معظم المرضى، عادة ما تكون الأورام بطيئة في التطور، ولكن قد تتكرر محليا في ما يصل إلى 50% من الحالات.

## العلامات والأعراض

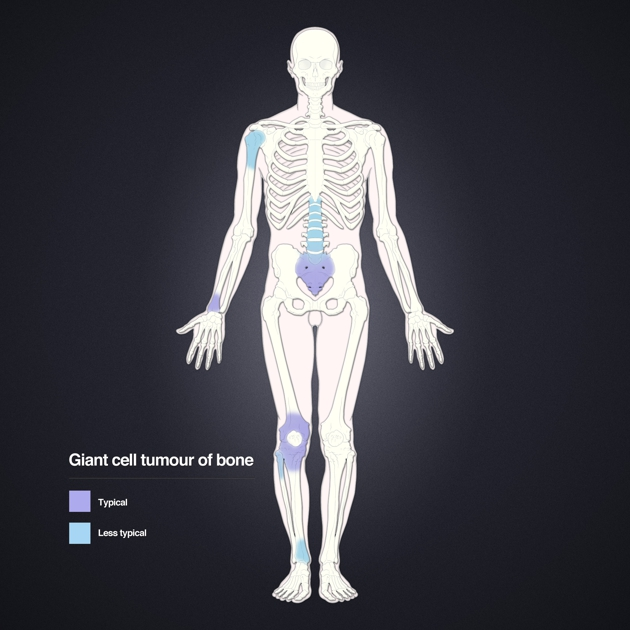
توزيع أورام الخلايا العملاقة من العظام

عادة ما يعاني المريض ألم مصاحب للحركة بالقرب من مكان الورم، إذا كان الورم ينمو لفترة طويلة، لا يشعر المريض بأي ألم تقريبا الا إذا حدث الكسر المرضي في مكان الورم. وعادة ما تنشأ من إبيفيسيس العظام الطويلة، ولكن في حالات نادرة، فإنها قد تنشأ من القوس الأمامي من الضلوع. الأعراض قد تشمل آلام العضلات وآلام في الذراعين أو الساقين وآلام في البطن. قد يتعرض المرضى أيضا لألم عصبي ويشعر به وكأنه صدمة كهربائية بسبب تحمل الوزن.

## التشخيص

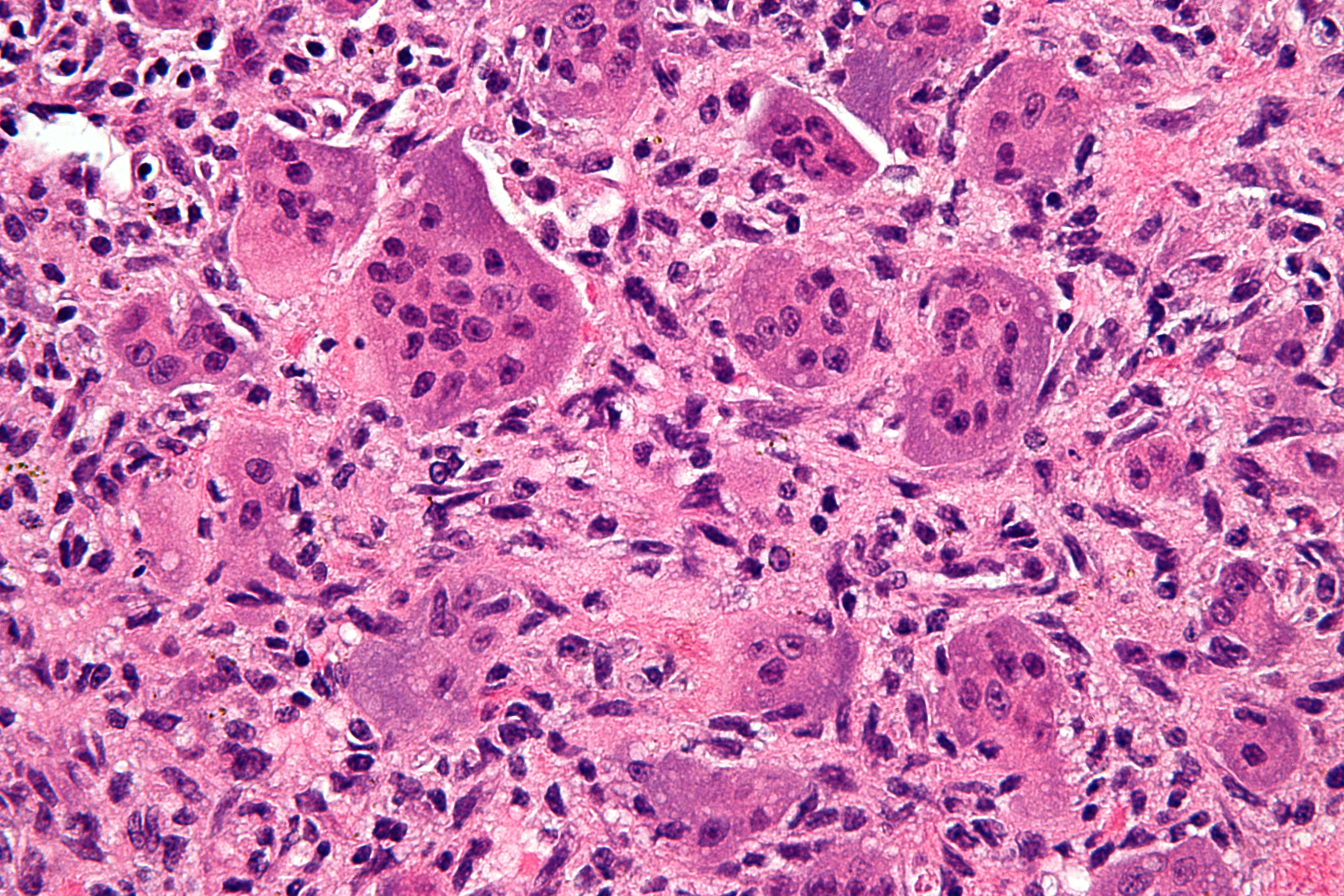
صورة مجهرية عالية التكبير من الخلايا العملاقة في ورم الخلايا العملاقة من العظام.

يستند تشخيص أورام الخلايا العملاقة على نتائج الخزعة.

### أشعة

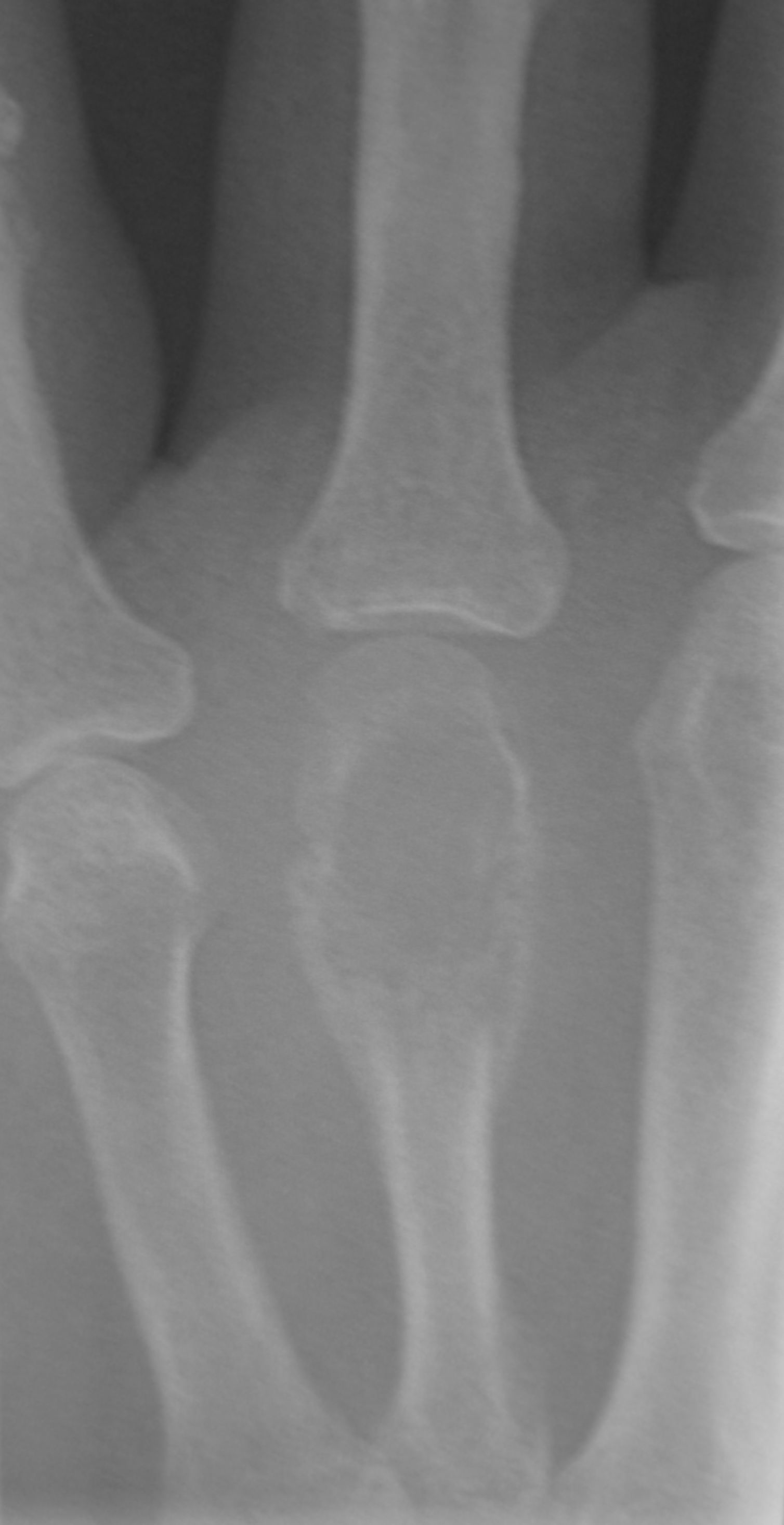
أشعة سينية، وجود ورم الخلايا العملاقة في العظام / المشط الرابع من اليد اليسرى

على الأشعة السينية، أورام الخلايا العملاقة (GCTs) هي الآفات التحليلية / الواضحة، التي لها موقع مشاشي وتنمو إلى السطح المفصلي للعظم المتورط. إشعاعيا قد تظهر الأورام مميزة كمظهر «فقاعة الصابون». وهي مميزة عن الأورام العظمية الأخرى GCTs وعادة ما يكون لها حدود حادة. تنتشر حوالي 5% من أورام الخلايا العملاقة عادة إلى الرئة ، عندما يُشتبه في تشخيص ورم الخلايا العملاقة، قد يكون هناك حاجة إلى تصوير الصدر ب الأشعة السينية أو التصوير المقطعي المحوسب. التصوير ب الرنين المغناطيسي يمكن استخدامه أيضا.

## العلاج
لم تتغير نظم العلاج العامة كثيرا في السنوات ال 30 الماضية، ويرجع ذلك جزئيا إلى عدم وجود التجارب السريرية العشوائية. أفضل علاج متاح هو الجراحة إذا تم تحديد الورم. التوسيع والكحت هي تقنية شائعة الاستخدام. الوضع معقد في مريض مصاب بكسر مرضي. قد يكون من الأفضل أن تشل حركة الأطراف المتضررة ويتم انتظار الكسر حتي يُشفى بشكل كامل قبل إجراء العملية الجراحية.
المرضى الذين يعانون من الأورام التي ليست قابلة للجراحة يتم التعامل معهم باستخدام العلاج الإشعاعي. ومع ذلك يتم توخي الحذر لأن غالبية الأورام التي تعود إلى المريض الذي تلقي العلاج الاشعاعي تتحول إلى اورام خبيثة، ساركوما. العلاج الدوائي ل GCTOB، يشمل البايفوسفونيت مثل زوليدرونات، التي يعتقد أنها تحفز موت الخلايا المبرمج في MNGC، ومنع انحلال العظم الناجم عن الورم. في الواقع، أظهرت الدراسات في المختبر زوليدرونات فعالة في قتل الخلايا مثل ناقضة العظم. وفي الآونة الأخيرة، تم استخدام أجسام مضادة وحيدة النسيلة متوافقة مع البشر مثل دينوسوماب في علاج GCTOB.

## أورام العظام الأخرى مع الخلايا العملاقة
هناك عدد من الأورام تمتلك خلايا عملاقة، ولكنها ليست أورام حميدة. وتشمل، تمدد تكيسات العظام، ورم غضروفي، كيسة عظمية، ورم العظم، ساركوما عظمية، الوَرَمُ الحُبَيبِيُّ التَّرْمِيْمِيُّ ذو الخَلاَيا العِمْلاَقَة، والوَرَمُ البُنِّيّ (في العظام في فرط نشاط الدريقات).

## علم الأوبئة
يُمثل ورم الخلايا العملاقة للعظام 4-5% من أورام العظام الأولية وحوالي 20% من أورام العظام الحميدة. ومع ذلك، لوحظت معدلات الإصابة أعلى بكثير في آسيا، حيث يشكل حوالي 20% من جميع أورام العظام الأولية في الصين. هو أكثر شيوعا قليلا في الإناث، لديه ميل للمنطقة المشاشية / المشاشي للعظام الطويلة، ويحدث عادة في العقد الثالث إلى الرابع. على الرغم من تصنيفها على أنها أورام حميدة، قد لوحظ GCTOB أنه ينتشر إلى الرئتين في ما يصل إلى 5% من الحالات، وفي حالات نادرة (1-3٪) يمكن أن تتحول إلى النمط الظاهري الخبيث ساركوما.

## انظر أيضأ
- خلية كبيرة
- تمدد تكيسات العظام